# Roth Endre
Roth Endre (Temesvár, 1927. szeptember 30. – Kolozsvár, 2009. március 10. ) közíró, filozófiai író, szociológus.

## Életpályája
1945-ben érettségizett Aradon, a kolozsvári Babeș Egyetem filozófia szakának elvégzése után 1949-től ugyanott a filozófia-szociológia tanszéken dolgozott, 1977-től professzor, 1990-től doktorképzéssel megbízott konzultáns professzor; a filozófia doktora címet a Bukaresti Egyetemen kapta (1962). Első jelentősebb tanulmányát az Utunk közölte (A formális logika és a dialektika viszonyának hibás értelmezése ellen. 1953/47); a Korunkban A filozófiatörténeti kutatások elvi kérdései című tanulmányával jelentkezett (1957/8); az Igaz Szóban filozófia és irodalom viszonyát elemezte (1967/2); majd foglalkozott Althusserrel (1975/8), Erasmusszal (1986/7), többször is Lukács Györggyel (1975/8, 1976/10. és Korunk Évkönyv 1981); a Hét 1989-es Évkönyvében Modern és posztmodern a társadalomban és a kultúrában címmel közölte vizsgálódásainak eredményeit. Az 1989 előtti időszakban több tanulmánya jelent meg Kallós Miklóssal társszerzésben.
Román nyelven könyvet jelentetett meg az egyén és társadalom viszonyáról, társszerzőként Max Weberről, a szociológia szociológiájáról, a Babeș Egyetem történetéről, az Erdélyi-érchegység modernizálásának kérdéséről, az élet minőségéről, a modern és posztmodern szociológiai megközelítéséről, a szociológia értékítéleti megalapozásának lehetőségéről, az Európába való beépülés intézményi és gondolkodásbeli vonatkozásairól.
1989 után magyar, román, német és francia nyelven számos tanulmányt közölt a hazai folyóiratokban (Etnikai előítélet és totalitarizmus. Korunk, 1990/5, 7) és külföldi kötetekben: Rumänische Soziologie unter Ceaușescu und Trends in die Gegenwart. G. Weber társszerzővel, Bonn-Berlin 1994, „La fin de l'histoire” et la convergence des systemes sociaux (Párizs 1994), Ethnocratie ou democratie dans l'Europe de l’Est (Párizs 1994), Die gegenwärtige Lage der Soziologie in Rumänien (Muster-Hamburg 1994), Société balkanique ou société moderne (Párizs 1995), Gehen oder Bleiben? (Bécs), Staatliche Bürokratie und neue Eliten im posttotalitaren Rumänien (Hamburg 1997). Külföldi folyóiratokban közölt tanulmányokat (Nacionalizmus vagy demokrácia? Dimenziók 1994/1, Európából Európába. Dimenziók 1994/4, Kivándorlás Romániából. Új Holnap 1996/5, angolul az Eastern European Countryside-ban és az Anthropological Journal on European Cultures-ben).

## Munkássága
Tanulmányai jelentek meg a Dimensiunea europeană (Kolozsvár 1994) és Sociologie (Kolozsvár 1996) című kötetekben; az előbbiben az Európába vezető folyamat szociális modelljéről, intézményi integrálódásáról és az azokhoz kapcsolódó gondolkodási modellváltásról, illetve a modern és posztmodern szociológiai megközelítéséről, az utóbbiban az életminőségről. Az Alternative ’90 című folyóiratban a totalitárius rendszerekről és az állampártról (1990/7-8, 14-15. sz.), illetve a demokrácia racionalitásáról, a Soros Alapítvány kiadásában megjelenő Polisban a „jó” és a „rossz” nacionalizmusról (1994/2) írt; az Altera című folyóirat Ki „hozta be” a kommunizmust Romániába? (1995/2) és Etnikai előítélet és nemzeti sajátosság (1997/6) című tanulmányait közölte.

## Művei
- Universitatea V. Babeș, Kolozsvár, 1957 (társszerzők Constantin Daicoviciu és Al. Roșca)
- Axiologie și etică, 1968 (társszerző Kallós Miklós; magyarul: Axiológia és etika. Kolozsvár, 1970)
- Spre o sociologie a sociologiei, Kolozsvár, 1975
- A sokdimenziós ember / Roth Endre. Megjelenés:  Bukarest : Polit. Kiadó, 1975.
- Omul creativ, 1978 (magyarul: A kreatív ember, 1978)
- A társadalmi rendszer. A történelmi materializmus alapvonalai, 1978 (Kallós Miklóssal)
- Munții Apuseni. Problematica modernizării, optimizării socio-economice, Kolozsvár, 1980
- Shakespeare – szociológiai olvasatban, 1983 (románul: Shakespeare – o lectură sociologică. Kolozsvár, 1988)
- Individ și societate, 1986
- Studii weberiene, Kolozsvár, 1995 (társszerzők Traian Rotaru és Rudolf Poledna)
- Nacionalizmus vagy demokratizmus? Marosvásárhely, 2000
- Szociológia és társadalom; Scientia, Kolozsvár, 2004 (Sapientia tankönyvek)
- Választásaim; Mentor, Marosvásárhely, 2006